# Dieter Borsche
Dieter Borsche (Hannover, 1909. október 25. – Nürnberg, 1982. augusztus 5.) német színész.

## Élete és pályafutása
Édesapja zenetanár, édesanyja oratórium-énekes volt. Hannoverben az operaház balettkarának tagja volt, majd színi tanulmányai után 1933-ban a weimari Nemzeti Színházhoz szerződött. Az 1930-as években jelentkeztek nála az izomsorvadás első tünetei. 1935-től filmezett. 1935–1981 között több mint 100 filmben volt látható. Később Kielben (1935), Gdańskban (1939–1942) és Wroclawban (1942–1944) lépett fel. 1945 után ismét Kielben szerepelt. 1947–1949 között a kieli színház igazgatója volt. Az 1970-es években izomsorvadása miatt kénytelen volt film- és televíziós szerepeit lassanként elutasítani. Az 1980-as évek elején kerekesszékbe kényszerült.
Hősszerelmes szerepkörben és mint mai (1971) tárgyú történetek elegáns főszereplője volt. 1953-ban készült a Thomas Mann művéből a Királyi fenség című filmje. 1964–1965 között több filmben Lex Barker partnere volt.

## Magánélete
1935–1958 között Ursula Poser volt a felesége. 1960–1970 között Monika Drum-mal élt együtt. 1970–1982 között Ursula Willick volt a párja.

## Filmjei
- Mint egyszer májusban (Wie einst im Mai) (1937)
- Halálos szerelem (1939)
- A szerelem harsonái (1951)
- A világ szíve (Herz der Welt) (1952)
- Királyi fenség (1953)
- Ali Baba és a 40 rabló (1954)
- San Salvatore (1956)
- Louise királyné (Königin Luise) (1957)
- A londoni Halott Szemek (1961)
- A tűzhajó (Das Feuerschiff) (1963)
- A titokzatos Schut (1964)
- A banditák királya (1964)
- Az ezüst oroszlán birodalmában (1965)
- A vad Kurdisztánon át (1965)
- Der Kommissar (1970–1975)
- Algebra um acht (1972–1973)
- Joseph Balsamo (1973–1974)
- Kötél a nyakon (1975)
- Nem kell mindig kaviár (1977)

## Díjai
- Bambi-díj (1951, 1952)
- Német Filmdíj Tiszteletbeli-díja (1974)

## Fordítás
- Ez a szócikk részben vagy egészben  a   Dieter Borsche című német Wikipédia-szócikk fordításán alapul.  Az eredeti cikk szerkesztőit annak laptörténete sorolja fel. Ez a jelzés csupán a megfogalmazás eredetét és a szerzői jogokat jelzi, nem szolgál a cikkben szereplő információk forrásmegjelöléseként.